# 18. zračnoprevozni korpus (Kopenska vojska ZDA)
Za druge 18. korpuse glejte 18. korpus.
18. zračnoprevozni korpus (izvirno angleško XVIII Airborne Corps) je korpus Kopenske vojske Združenih držav Amerike.
Trenutno je največja vojna organizacija ZDA.

## Zgodovina
Korpus je bil ustanovljen 25. avgusta 1944.
Delovanje
- Operacija Power Pack - Dominikanska republika, 1965
- Operacija Urgent Fury - Grenada, 1983
- Operacija Golden Pheasant - Honduras, 1988
- Operacija Nimrod Dancer - Panama, 1989
- Operacija Hawkeye - Deviški otoki (ZDA), 1989
- Operacija Just Cause - Panama, 1989
- Operacija Puščavski ščit - Saudova Arabija, 1990-1991
- Operacija Puščavska nevihta - Saudova Arabija, Kuvajt in Irak, 1991
- Operacija GTMO - Kuba, 1991
- Operacija Hurricane Andrew - Florida, 1992
- Operacija Restore Hope - Somalija, 1992
- Operacija Uphold/Maintain Democracy - Haiti, 1994
- Operacija Vigilant Warrior - Kuvajt, 1994
- Operacija Enduring Freedom - Afganistan, 2002
- Operacija Iraška svoboda - Irak, 2005